# Comté de Wasco
Le comté de Wasco (anglais : Wasco County) est un comté situé dans le nord de l'État de l'Oregon aux États-Unis. Il est nommé en l'honneur de la tribu Wasco, qui font une partie de la nation Chinook. Le siège du comté est The Dalles. Selon le recensement de 2000, sa population est de 23 791 habitants.

## Géographie
Le comté a une superficie de 6 204 km², dont 6 167 km² est de terre. 

### Comtés adjacents
- Comté de Klickitat, Washington (nord)
- Comté de Hood River (ouest)
- Comté de Clackamas (ouest)
- Comté de Marion (sud-ouest)
- Comté de Jefferson (sud)
- Comté de Wheeler (sud-est)
- Comté de Gilliam (est)
- Comté de Sherman (est)